# Mindaugas Kuzminskas
Mindaugas Kuzminskas (Vilnius, 19 ottobre 1989) è un cestista lituano.

## Biografia
È il fratello dell'ex cestista Saulius Kuzminskas.

## Carriera

### Europa (2006-2016)

#### Lituania: Sakalai Vilnius, Perlas Vilnius, Šiauliai e Žalgiris Kaunas (2006-2013)
Mindaugas Kuzminskas ha iniziato a giocare a basket nel 2006, all'età di 17 anni, con la squadra della sua città, ovvero il Sakalai Vilnius. L'anno successivo, va a giocare nell'altra squadra della capitale lituana, ovvero il Perlas Vilnius. Nel 2008 cambia nuovamente squadra (arrivando così nella terza squadra al terzo anno di carriera) andando a giocare nel Šiauliai. Nel 2010 fu l'MVP dell'All-Star Game del campionato lituano. Nel Šiauliai vi rimane per 2 anni visto che nel 2010 viene ceduto allo Žalgiris Kaunas. Con la squadra di Kaunas Kuzminskas gioca le sue prime partite in Eurolega e vince i suoi primi trofei, ma soltanto a livello nazionale (3 Campionati lituani e 2 Leghe Baltiche). Alla fine della sua prima stagione allo Žalgiris Kaunas si candidò al Draft NBA 2011, ma senza venire scelto (sorte che toccò anche al fratello Saulius al Draft NBA 2002). Allo Žalgiris Kaunas vi rimane fino al 2013, anno in cui si trasferisce in Spagna all'Unicaja Málaga dopo aver giocato per 7 anni in patria.

#### Spagna: Malaga (2013-2016)
Il 28 giugno 2013 si trasferisce all'Unicaja Málaga. Con la società andalusa Kuzminskas giocò per 3 anni e anche in questo caso (come accadde allo Žalgiris Kaunas) giocò in tutti e 3 gli anni in Eurolega. Il 22 ottobre 2015 realizzò il suo career-high points in Eurolega segnando 23 punti nella vittoria esterna per 93-82 a Tel Aviv contro il Maccabi. Tuttavia in questo caso, a differenza di quanto accadde in Lituania non disputò né un All-Star Game (nel paese baltico né disputò 4 consecutivi dal 2010 al 2013) e non vinse alcun trofeo.

### NBA (2016-2017)

#### New York Knicks (2016-2017)
Nel luglio 2016, 5 anni dopo non essere stato scelto al Draft siglò un contratto biennale con i New York Knicks, con cui esordì in NBA il 26 ottobre (nella prima gara della regular season 2016-2017) contro i Cleveland Cavaliers, segnando 7 punti in 9 minuti subentando dalla panchina. Mise a segno 15 punti il 5 gennaio 2017 nella sconfitta interna per 105-104 contro i Milwaukee Bucks. Esattamente 3 giorni dopo l'8 gennaio 2017 segnò 13 punti nella gara persa per 123-109 a Indianapolis contro gli Indiana Pacers. Il 13 gennaio 2017 mise a segno il proprio career-high di punti segnandone 19 nella gara giocata in casa e vinta per 104-89 contro i Chicago Bulls. In quella partita il suo impatto dalla panchina fu determinante per il risultato. Partì per la prima volta da titolare il 16 gennaio nella gara persa 108-107 contro gli Atlanta Hawks in cui lui segnò 14 punti in 37 minuti; durante la stessa partita Kuzminskas subì un infortunio all'occhio che perse sangue a seguito di un contrasto con Kent Bazemore, giocatore della squadra avversaria. Nella partita successiva giocata in trasferta contro i Boston Celtics partì nuovamente titolare e segnò 17 punti, contribuendo alla vittoria dei Knicks per 117-106. Per la sua intensità e voglia venne molto apprezzato dall'esigente pubblico del Madison Square Garden che intonarono il tono "Kuuuz" per lui, anche se Kuzminskas inizialmente malinterpretò i cori pensando che i tifosi lo stessero fischiando. Il 5 aprile 2017 andò nuovamente in doppia cifra nei punti contro i Chicago Bulls (come il 13 gennaio), segnando 11 punti e contribuendo alla vittoria dei Knicks in casa col punteggio di 100-91. Il 9 aprile 2017 nella gara persa in casa per 110-97 contro i Toronto Raptors Kuzminskas segnò 12 punti. Il 13 aprile 2017 segnò 11 punti nella gara vinta per 114-113 in casa contro i Philadelphia 76ers.
Concluse la stagione con 6,3 punti di media in 14,9 minuti di media a partita in 68 partite giocate, di cui 5 da titolare.
La stagione successiva, dopo aver disputato una sola partita, venne tagliato il 13 novembre 2017 per fare spazio a Joakim Noah (di ritorno dalla sospensione).

### Ritorno in Europa (2017-)

#### Olimpia Milano (2017-2019)
Il 31 dicembre 2017, dopo 1 mese e mezzo da free agent, tornò a giocare in Europa, questa volta in Italia nelle file dell'Olimpia Milano.. Nella stagione 2017-2018 vince con l'Olimpia lo scudetto. A ottobre 2018 vince la supercoppa italiana. Dopo due stagioni il 1º luglio 2019 si separa ufficialmente dalla società meneghina.
Dopo due stagioni il 1º luglio 2019 si separa ufficialmente dalla società meneghina, attaccando anche la squadra in cui non si è ambientato.

#### Olympiacos (2019)
Il 22 luglio 2019 firma con l'Olympiacos.

#### Partenza dallo Zenit (2022)
A seguito dell'esclusione delle squadre russe dalle principali competizioni europee, viene messo fuori squadra dallo Zenit. Si vocifera di un ritorno in Italia sia con Brescia che con Treviso, ma entrambe le trattative saltano.

## Statistiche

### Eurolega
| Stagione | Squadra         | PG  | PI | MPG  | FG%  | 3P%  | FT%  | RPG | APG | SPG | BPG | PPG  | PIR  |
| -------- | --------------- | --- | -- | ---- | ---- | ---- | ---- | --- | --- | --- | --- | ---- | ---- |
| 2010-11  | Žalgiris Kaunas | 8   | 1  | 6,8  | 35,7 | 16,7 | 66,7 | 1,0 | 0,1 | 0,3 | 0,0 | 1,6  | 1,3  |
| 2011-12  | Žalgiris Kaunas | 12  | 0  | 8,4  | 55,5 | 14,3 | 70,6 | 1,3 | 0,2 | 0,2 | 0,0 | 2,8  | 2,8  |
| 2012-13  | Žalgiris Kaunas | 23  | 5  | 14,1 | 52,7 | 32,4 | 82,9 | 3,1 | 0,3 | 0,5 | 0,2 | 7,1  | 7,7  |
| 2013-14  | Málaga          | 24  | 16 | 14,2 | 47,2 | 31,4 | 63,3 | 2,3 | 0,5 | 0,5 | 0,3 | 6,3  | 5,6  |
| 2014-15  | Málaga          | 24  | 20 | 21,8 | 45,0 | 27,5 | 81,3 | 4,5 | 1,5 | 0,9 | 0,4 | 10,0 | 12,5 |
| 2015-16  | Málaga          | 23  | 20 | 21,3 | 48,6 | 37,7 | 82,7 | 3,4 | 1,0 | 0,6 | 0,3 | 12,0 | 11,6 |
| 2017-18  | Olimpia Milano  | 14  | 13 | 21,6 | 47,4 | 43,2 | 79,5 | 2,4 | 1,4 | 0,5 | 0,6 | 10,9 | 9,6  |
| 2018-19  | Olimpia Milano  | 30  | 1  | 17,0 | 51,4 | 46,9 | 85,9 | 3,3 | 0,7 | 0,5 | 0,3 | 8,5  | 8,8  |
| Carriera | Carriera        | 158 | 76 | 16,5 | 47,5 | 35,9 | 80,0 | 3,0 | 0,8 | 0,5 | 0,2 | 8,1  | 8,3  |

### NBA

#### Regular season
| Anno     | Squadra     | PG | PT | MP   | TC%  | 3P%  | TL%  | RP  | AP  | PRP | SP  | PP  |
| -------- | ----------- | -- | -- | ---- | ---- | ---- | ---- | --- | --- | --- | --- | --- |
| 2016-17  | N.Y. Knicks | 68 | 5  | 14,9 | 42,8 | 32,1 | 80,9 | 1,9 | 1,0 | 0,4 | 0,2 | 6,3 |
| 2017-18  | N.Y. Knicks | 1  | 0  | 2,0  | 0,0  | -    | -    | 0,0 | 0,0 | 0,0 | 0,0 | 0,0 |
| Carriera | Carriera    | 69 | 5  | 14,8 | 42,6 | 32,1 | 80,9 | 1,8 | 1,0 | 0,4 | 0,2 | 6,2 |

## Palmarès

### Squadra
- Campionato italiano: 1

Olimpia Milano: 2017-18
- Supercoppa italiana: 1

Olimpia Milano: 2018
- Campionato lituano: 3

Žalgiris Kaunas: 2010-11, 2011-12, 2012-13
- Coppa di Lituania: 1

Žalgiris Kaunas: 2011
- Lega Baltica: 2

Žalgiris Kaunas: 2010-11, 2011-12

### Individuale
- Lietuvos krepšinio lyga MVP finali: 1

Žalgiris Kaunas: 2012-13